# Coridius ianus
Punaise rouge de la citrouille
Espèce
Synonymes
- Cimex ianus Fabricius, 1775
- Aspongopus janus (Fabricius, 1775)

Coridius ianus, parfois connu sous le nom de Punaise rouge de la citrouille, est une espèce asiatique de punaises de la famille des Dinidoridae. Elle se nourrit en suçant la sève des parties molles des plantes, notamment de la famille des cucurbitacées, et cause des dégâts aux cultures.
L'espèce a été initialement décrite dans le genre Cimex par Fabricius et plus tard placée dans le genre Aspongopus.

## Description
Ses antennes ont cinq segments avec le premier le plus court et le troisième plus long que celui-ci. Le contour du corps est ovale. Son scutellum est court avec un sommet arrondi. La pointe de son proboscis s'étend au-delà de la coxa de sa première paire de pattes.
L'espèce est de couleur jaunâtre à rouge orangé avec une bande noire sur le bord pronotal antérieur, parfois cassée au milieu. La moitié basale du scutellum et la membrane de l'aile antérieure sont également noires. L'espèce est largement distribuée en Asie tropicale du Sud et du Sud-Est, mais s'est propagée à d'autres parties du monde.

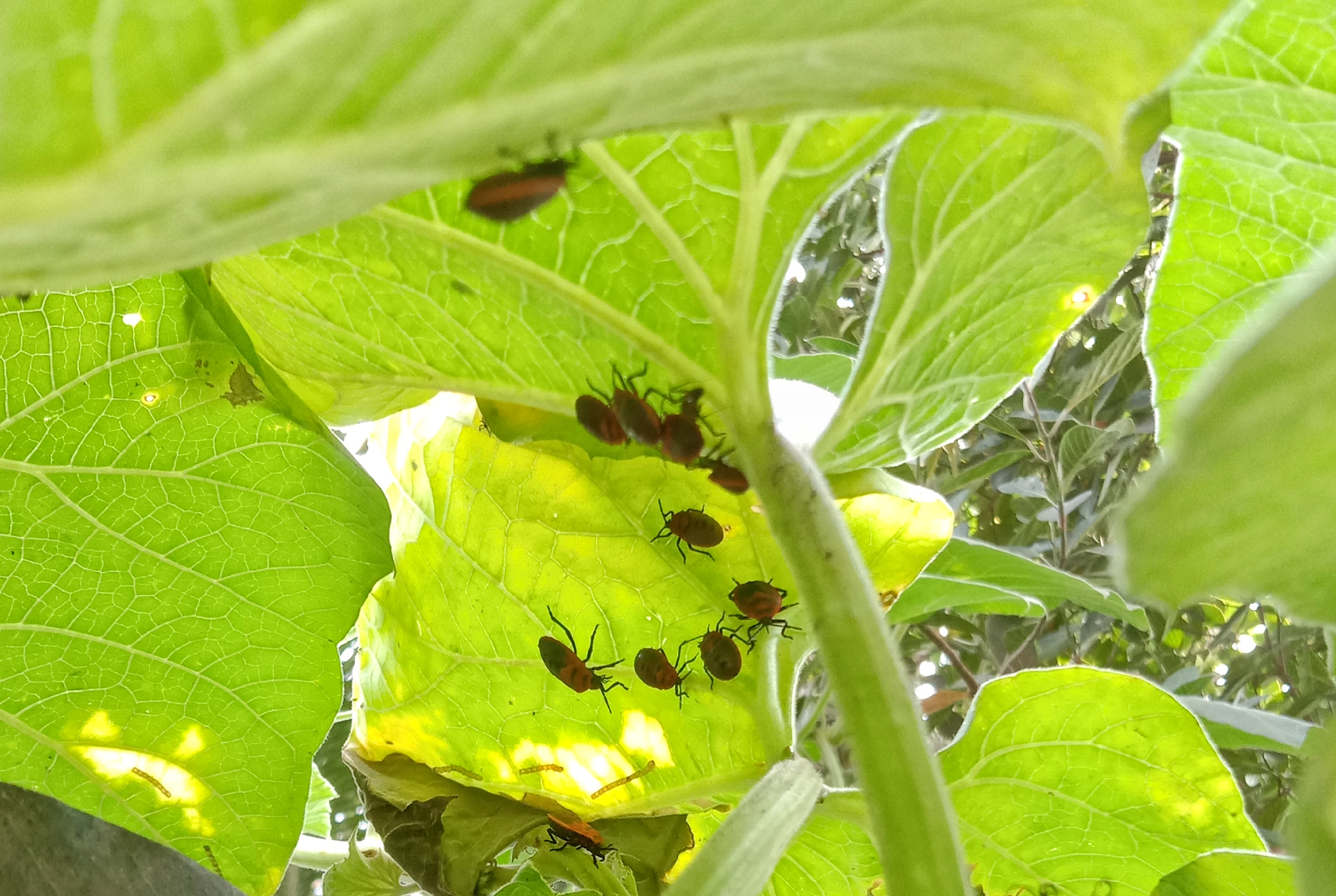
Des punaises rouges de la citrouille à midi, au Bengale-Occidental (Inde).

Coridius ianus a été utilisé dans de nombreuses études physiologiques et anatomiques qui ont mis en évidence les puissants muscles de son cibarium (pharynx) utilisés pour sucer la sève,. Comme d'autres insectes, ils produisent des produits chimiques défensifs à partir de glandes olfactives métathoraciques s'ouvrant ventralement à la base de la troisième coxa. Ces produits chimiques comprennent le 4,5 diméthyldiazole, l'acétate de (E)-2-hexényle, l'O-iso buténylphénol, l'undécane, l'undécylamine, le 1,12-dodécane-diol et la N-méthyl dodéc-6,10 diène amine. Ces produits chimiques sont connus pour repousser les fourmis (Anoplolepis longipes) et les coléoptères et l'efficacité d'un mélange des composés clés le trans-2-hexenal (60%) et le n-tridécane (40%) est supérieure à celle des alcanes comparables de longueurs plus petites ou plus grandes.